# 时空代数
数学物理中，时空代数（STA）指克利福德代数{\displaystyle {\rm {Cl}}_{1,\ 3}(\mathbb {R} )}，或等价的几何代数{\displaystyle {\rm {G}}(M^{4})}。据大卫·黑斯廷斯，时空代数与狭义相对论和相对论时空的几何关系尤为密切。
它是向量空间，不仅有向量还有二重向量（与特定平面相关的有向量，如面积或旋转）与刃（与特定超体积有关的量），以及转动、反射或洛伦兹递升。它也是狭义相对论中旋量的自然母代数。这些特性使得物理学中许多最重要的方程都能以特别简单的形式表达出来，且非常有助于从几何角度理解它们的含义。

## 结构
时空代数可由类时间向量{\displaystyle \gamma _{0}}与3个类空间向量{\displaystyle \{\gamma _{1},\gamma _{2},\gamma _{3}\}}的正交基建立，乘法规则为
{\displaystyle \gamma _{\mu }\gamma _{\nu }+\gamma _{\nu }\gamma _{\mu }=2\eta _{\mu \nu }}
其中{\displaystyle \eta _{\mu \nu }}是闵可夫斯基度规，符号为{\displaystyle (+\ -\ -)}。
于是，{\displaystyle \gamma _{0}^{2}={+1}}、{\displaystyle \gamma _{1}^{2}=\gamma _{2}^{2}=\gamma _{3}^{2}={-1}}，否则{\displaystyle \gamma _{\mu }\gamma _{\nu }=-\gamma _{\nu }\gamma _{\mu }}。
基向量{\displaystyle \gamma _{k}}与狄拉克矩阵有相同的性质，但在STA中不需要使用明确的矩阵表示。
这样就生成了一套基，其中有1个标量{\displaystyle \{1\}}、4个向量{\displaystyle \{\gamma _{0},\gamma _{1},\gamma _{2},\gamma _{3}\}}、6个二重向量{\displaystyle \{\gamma _{0}\gamma _{1},\,\gamma _{0}\gamma _{2},\,\gamma _{0}\gamma _{3},\,\gamma _{1}\gamma _{2},\,\gamma _{2}\gamma _{3},\,\gamma _{3}\gamma _{1}\}}、4个伪向量{\displaystyle \{i\gamma _{0},i\gamma _{1},i\gamma _{2},i\gamma _{3}\}}、1个赝标量{\displaystyle \{i\}}，其中{\displaystyle i=\gamma _{0}\gamma _{1}\gamma _{2}\gamma _{3}}。
时空代数还包含非平凡子代数，只包含偶次元素，即标量、二重向量与赝标量。偶子代数中，标量与赝标量都与所有元素交换，作用类似于复数。赝标量与所有奇次元素反交换，这对应于奇偶变换下向量与伪向量变负的事实。

## 互易框架
与正交基{\displaystyle \{\gamma _{\mu }\}}相关联的互易基{\displaystyle \{\gamma ^{\mu }={\gamma _{\mu }}^{-1}\}}对
{\displaystyle \mu =0,\dots ,3}，满足关系
{\displaystyle \gamma _{\mu }\cdot \gamma ^{\nu }={\delta _{\mu }}^{\nu }.}
这些互易框架向量只有一个符号不同：对于{\displaystyle k=1,\dots ,3}，{\displaystyle \gamma ^{0}=\gamma _{0}}、{\displaystyle \gamma ^{k}=-\gamma _{k}}。
向量可用爱因斯坦求和约定，以上索引坐标或下索引坐标表示为{\displaystyle a=a^{\mu }\gamma _{\mu }=a_{\mu }\gamma ^{\mu }}，在{\displaystyle \mu =0,\dots ,3}上求和，坐标可以通过与基向量或其对易取点积提取。
{\displaystyle {\begin{aligned}a\cdot \gamma ^{\nu }&=a^{\nu }\\a\cdot \gamma _{\nu }&=a_{\nu }.\end{aligned}}}
如向量微积分一样，可通过度量与指标实现索引位置的改变：
{\displaystyle {\begin{aligned}\gamma _{\mu }&=\eta _{\mu \nu }\gamma ^{\nu }\\\gamma ^{\mu }&=\eta ^{\mu \nu }\gamma _{\nu }.\end{aligned}}}

## 多向量除法
时空代数不是可除代数，因为其中有幂等元{\displaystyle {\tfrac {1}{2}}(1\pm \gamma _{0}\gamma _{i})}与非零零因子：{\displaystyle (1+\gamma _{0}\gamma _{i})(1-\gamma _{0}\gamma _{i})=0}。这些可以分别解释为光锥上的投影与投影的正交关系，但有时可用多向量除以多向量解释：例如，用同一平面内的向量除以有向面积，就得到了与第一个向量正交的另一个向量。

## 时空梯度
时空梯度与欧氏空间中的梯度类似，定义要满足方向导数关系：
{\displaystyle a\cdot \nabla F(x)=\lim _{\tau \rightarrow 0}{\frac {F(x+a\tau )-F(x)}{\tau }}.}
这就要求梯度的定义是
{\displaystyle \nabla =\gamma ^{\mu }{\frac {\partial }{\partial x^{\mu }}}=\gamma ^{\mu }\partial _{\mu }.}
明确写出{\displaystyle x=ct\gamma _{0}+x^{k}\gamma _{k}}时，这些偏微分是
{\displaystyle \partial _{0}={\frac {1}{c}}{\frac {\partial }{\partial t}},\quad \partial _{k}={\frac {\partial }{\partial {x^{k}}}}}

## 时空分离
时空代数中，时空分离（spacetime split）是4维空间向(3+1)维空间的投影，通过以下两种操作在选定参照系中进行：
- 所选时间轴的坍缩，产生二重向量张成的3D空间，相当于物理空间代数中标准3D基向量；
- 4D空间到所选时间轴上的投影，产生表示标量时间的1D标量空间。[3]

这是通过类时间基向量{\displaystyle \gamma _{0}}的左乘或右乘实现的，在与{\displaystyle \gamma _{0}}共动的参照系中，这会将4个向量分解为标量类时间成分与二重向量类空间成分。令{\displaystyle x=x^{\mu }\gamma _{\mu }}有
{\displaystyle {\begin{aligned}x\gamma _{0}&=x^{0}+x^{k}\gamma _{k}\gamma _{0}\\\gamma _{0}x&=x^{0}-x^{k}\gamma _{k}\gamma _{0}\end{aligned}}}
由于这些二重向量的平方{\displaystyle \gamma _{k}\gamma _{0}}为一，因此可构成空间基。可以利用泡利矩阵写成{\displaystyle \sigma _{k}=\gamma _{k}\gamma _{0}}。STA中的空间向量用黑体表示，则在{\displaystyle \mathbf {x} =x^{k}\sigma _{k},\ x^{0}=ct}的情形下，{\displaystyle \gamma _{0}}-时空分离{\displaystyle x\gamma _{0}}及其逆{\displaystyle \gamma _{0}x}是：
{\displaystyle {\begin{aligned}x\gamma _{0}&=x^{0}+x^{k}\sigma _{k}=ct+\mathbf {x} \\\gamma _{0}x&=x^{0}-x^{k}\sigma _{k}=ct-\mathbf {x} \end{aligned}}}
上述公式只适用于符号为(+ - - -)的闵氏度规。时空分离的形式，无论符号都必须使用交替定义：{\displaystyle \sigma _{k}=\gamma _{k}\gamma ^{0}}、{\displaystyle \sigma ^{k}=\gamma _{0}\gamma ^{k}}

## 洛伦兹变换
在几何代数中旋转向量v，要用下列公式：
{\displaystyle v'=e^{-\beta {\frac {\theta }{2}}}\ v\ e^{\beta {\frac {\theta }{2}}}},
其中{\displaystyle \theta }是旋转角，{\displaystyle \beta }我代表旋转面的正则化二重向量，使得{\displaystyle \beta {\tilde {\beta }}=1}。
对给定的类空间二重向量有{\displaystyle \beta ^{2}=-1}，于是可用欧拉公式，给出旋转
{\displaystyle v'=\left(\cos \left({\frac {\theta }{2}}\right)-\beta \sin \left({\frac {\theta }{2}}\right)\right)\ v\ \left(\cos \left({\frac {\theta }{2}}\right)+\beta \sin \left({\frac {\theta }{2}}\right)\right)}.
对给定的类时间二重向量有{\displaystyle \beta ^{2}=1}，于是“经由时间的旋转”使用的是类似双曲复数的方程：
{\displaystyle v'=\left(\cosh \left({\frac {\theta }{2}}\right)-\beta \sinh \left({\frac {\theta }{2}}\right)\right)\ v\ \left(\cosh \left({\frac {\theta }{2}}\right)+\beta \sinh \left({\frac {\theta }{2}}\right)\right)}.
解方程很容易发现，沿时间的旋转都是双曲旋转，相当于狭义相对论中的洛伦兹递升。
这两种变换都叫做洛伦兹变换，所有变换的集合组成洛伦兹群。要将STA中的一个物体从基（对应一个参照系）变换到另一个基，必须使用其中的变换。

## 经典电磁学

### 法拉第二重向量
STA中，电场与磁场可统一为单一的二重向量场，叫做法拉第二重向量，等价于电磁张量，定义为
{\displaystyle F={\vec {E}}+Ic{\vec {B}},}
其中E、B是通常的电场与磁场，I是STA伪标量。:232或者，将F按成分展开，F的定义为
{\displaystyle F=E^{i}\sigma _{i}+IcB^{i}\sigma _{i}=E^{1}\gamma _{1}\gamma _{0}+E^{2}\gamma _{2}\gamma _{0}+E^{3}\gamma _{3}\gamma _{0}-cB^{1}\gamma _{2}\gamma _{3}-cB^{2}\gamma _{3}\gamma _{1}-cB^{3}\gamma _{1}\gamma _{2}.}
用以下方法，可从F中恢复出独立的{\displaystyle {\vec {E}},\ {\vec {B}}}：
{\displaystyle {\begin{aligned}E={\frac {1}{2}}\left(F-\gamma _{0}F\gamma _{0}\right),\\IcB={\frac {1}{2}}\left(F+\gamma _{0}F\gamma _{0}\right).\end{aligned}}}
其中，{\displaystyle \gamma _{0}}项代表给定的参照系，因此使用不同的参照系会产生明显不同的相对场，与标准狭义相对论中的情形完全相同。:233
由于法拉第二重向量是相对论不变的，因此可在其平方中找到更多信息，得到两个新的洛伦兹不变量，一个是标量，一个是伪标量：
{\displaystyle F^{2}=E^{2}-c^{2}B^{2}+2Ic{\vec {E}}\cdot {\vec {B}}.}
标量部分对应电磁场的拉格朗日密度，伪标量部分则是较少见的洛伦兹不变量。:234

### 麦克斯韦方程
麦克斯韦方程组可用时空代数表述，比标准向量分析的形式更简单。与上述场二重向量类似，电荷密度与电流密度可统一为三个时空向量，等价于1个四维矢量。于是，时空电流{\displaystyle {\vec {J}}}为
{\displaystyle {\vec {J}}=c\rho \gamma _{0}+J^{i}\gamma _{i},}
其中，成分{\displaystyle J^{i}}是经典3维电流密度的分量。这样组合这些量时，就能十分清楚地看到，经典电荷密度不过是沿{\displaystyle \gamma _{0}}的时间方向移动的电流。
将电磁场与电流密度与上述时空梯度组合起来，就可以将麦克斯韦方程组合并为时空代数中的1个方程。:230
{\displaystyle \nabla F=\mu _{0}cJ}
这些量都是时空代数中的协变对象，这自动保证了方程的洛伦兹协变性，比分成4个独立方程更容易证明。
这种形式下很容易证明麦克斯韦方程的某些性质，如电荷守恒定律。对任何二重向量场，时空梯度的散度都是0。这样可以进行如下操作：
{\displaystyle {\begin{aligned}\nabla \cdot \left[\nabla F\right]&=\nabla \cdot \left[\mu _{0}cJ\right]\\0&=\nabla \cdot J.\end{aligned}}}
这方程是说，电流密度的散度为零，即随时间推移，总电荷与电流密度守恒。
右式作为向量与二重向量之积，可能有伪向量部分，描述的是磁单极子。但实验表明这一项不存在，使得方程有些不对称。

### 洛伦兹力
带电粒子所受洛伦兹力也可用时空代数大大简化：
{\displaystyle {\mathcal {F}}=qF\cdot v}

### 势公式
在标准向量分析公式中，有两个势函数：电势（标量）与磁矢势（向量）。可以用STA的工具，把它们组合为单一向量场A，类似于向量分析中的电磁四维势。STA中，定义为
{\displaystyle A={\frac {\phi }{c}}\gamma _{0}+A^{k}\gamma _{k}}
其中{\displaystyle \phi }是标量势，{\displaystyle A^{k}}是磁势分量。根据定义，场的SI单位是韦伯/米（{\displaystyle {\rm {V\cdot s\cdot m^{-1}}}}）。
电磁场也可以用这个势场表示：
{\displaystyle {\frac {1}{c}}F=\nabla \wedge A.}
这定义不唯一。对任意2次可微标量函数{\displaystyle \Lambda ({\vec {x}})}，势为
{\displaystyle A'=A+\nabla \Lambda }
也会得到原来的F，这是因为
{\displaystyle \nabla \wedge \left(A+\nabla \Lambda \right)=\nabla \wedge A+\nabla \wedge \nabla \Lambda =\nabla \wedge A.}
这种现象叫做规范自由（gauge freedom）。选定合适函数{\displaystyle \Lambda }使给定问题变得最简单的过程称作规范固定。但在相对论电动力学中，常要求洛伦兹条件，其中{\displaystyle \nabla \cdot {\vec {A}}=0}。:231
为用势A重新表述STA麦克斯韦方程，首先用上述定义替换F。
{\displaystyle {\begin{aligned}{\frac {1}{c}}\nabla F&=\nabla \left(\nabla \wedge A\right)\\&=\nabla \cdot \left(\nabla \wedge A\right)+\nabla \wedge \left(\nabla \wedge A\right)\\&=\nabla ^{2}A+\left(\nabla \wedge \nabla \right)A=\nabla ^{2}A+0\\&=\nabla ^{2}A\end{aligned}}}
把结果代入，就得到STA中电磁势的表述：
{\displaystyle \nabla ^{2}A=\mu _{0}J}

### 拉格朗日公式
与张量微积分相似，STA中的势公式会自然引出适当的拉格朗日密度。:453
{\displaystyle {\mathcal {L}}={\frac {1}{2}}\epsilon _{0}F^{2}-J\cdot A}
可以推导出场的多向量值欧拉-拉格朗日方程。由于数学上对非标量进行偏导数计算的严谨性，相关方程变为
{\displaystyle \nabla {\frac {\partial {\mathcal {L}}}{\partial \left(\nabla A\right)}}-{\frac {\partial {\mathcal {L}}}{\partial A}}=0.}
要从这种形式重新推导势方程，最简单的方法是在洛伦兹规范（Lorenz gauge）下工作，置
{\displaystyle \nabla \cdot A=0.}
无论选择哪种规范，都可以完成这过程，但这样可以使结果更清晰。由于几何积的结构，使用这条件的结果是{\displaystyle \nabla \wedge A=\nabla A}。
代入{\displaystyle F=c\nabla A}，很容易得到与上述势场A相同的运动方程。

## 泡利方程
时空代数允许用实数论代替矩阵论，描述泡利粒子。先看矩阵论描述：
{\displaystyle i\hbar \,\partial _{t}\Psi =H_{S}\Psi -{\frac {e\hbar }{2mc}}\,{\hat {\sigma }}\cdot \mathbf {B} \Psi ,}
其中{\displaystyle \Psi }是旋量，i是没有几何解释的虚数单位，{\displaystyle {\hat {\sigma }}_{i}}是泡利矩阵（“帽”表示{\displaystyle {\hat {\sigma }}}是矩阵算子，不是几何代数的元素），{\displaystyle H_{S}}是薛定谔哈密顿量。时空代数中，泡利粒子可用实泡利-薛定谔方程描述：
{\displaystyle \partial _{t}\psi \,i\sigma _{3}\,\hbar =H_{S}\psi -{\frac {e\hbar }{2mc}}\,\mathbf {B} \psi \sigma _{3},}
其中i是单位伪标量，满足{\displaystyle i=\sigma _{1}\sigma _{2}\sigma _{3}}；{\displaystyle \psi ,\ \sigma _{3}}是几何代数的元素，{\displaystyle \psi }是偶多向量；{\displaystyle H_{S}}是薛定谔哈密顿量。黑斯廷斯称其为实泡利-薛定谔理论，以强调若去除含磁场的项，就还原为薛定谔理论。这方程更适合物理空间代数，因为其中没有出现时空代数的基本内容。

## 狄拉克方程
时空代数允许用实数论代替矩阵论，描述狄拉克粒子。先看矩阵论描述：
{\displaystyle {\hat {\gamma }}^{\mu }(\mathbf {j} \partial _{\mu }-e\mathbf {A} _{\mu })|\psi \rangle =m|\psi \rangle ,}
其中{\displaystyle {\hat {\gamma }}}是狄拉克矩阵。按黑斯廷斯的推导，时空代数中狄拉克粒子由下列方程描述：
{\displaystyle \nabla \psi \,i\sigma _{3}-e\mathbf {A} \psi =m\psi \gamma _{0}}
其中{\displaystyle \psi }是旋量场，{\displaystyle \gamma _{0},\ i\sigma _{3}}是几何代数的元素，{\displaystyle \mathbf {A} }是电磁四维势，{\displaystyle \nabla =\gamma ^{\mu }\partial _{\mu }}是时空向量导数。这就允许用同一个数学算子来描述电磁学和量子力学的运动方程，从而使两者的统一变得更加简单。

### 狄拉克旋量
相对论量子波函数有时用旋量场表示：
{\displaystyle \psi =e^{{\frac {1}{2}}(\mu +\beta i+\phi )},}
其中{\displaystyle \phi }是二重向量，
{\displaystyle \psi =R(\rho e^{i\beta })^{\frac {1}{2}},}
据黑斯廷斯的推导，其中{\displaystyle \psi =\psi (x)}是时空上的偶多向量值函数，{\displaystyle R=R(x)}是幺模旋量（或“旋子”，rotor），{\displaystyle \rho =\rho (x),\ \beta =\beta (x)}是标量值函数。这个构造中，{\displaystyle \psi }的分量可直接对应狄拉克旋量的分量，两者都有8个标量自由度。
这方程将旋量与虚的伪标量联系起来。R被视作洛伦兹转动，通过运算{\displaystyle e_{\mu }=R\gamma _{\mu }{\tilde {R}}}，将向量系{\displaystyle \gamma _{\mu }}转换为向量系{\displaystyle e_{\mu }}，其中波浪号表示逆（也用匕首符表示，另见几何代数#转动）。
这可扩展为局部变向量、标量值可观测量的框架（framework），并支持埃尔温·薛定谔提出的量子力学的颤动诠释。
黑斯廷斯将他的{\displaystyle \psi }表达式与费曼路径积分表达式进行了比较：
{\displaystyle \psi =e^{i\Phi _{\lambda }/\hbar },}
其中{\displaystyle \Phi _{\lambda }}是沿{\displaystyle \lambda }路径的经典作用。

### 物理可观测量
来自场的电流密度可表为
{\displaystyle J^{\mu }={\bar {\psi }}\gamma ^{\mu }\psi .}

### U(1)规范对称
狄拉克方程在某恒定全局相移{\displaystyle \lambda }下是对称的。进行变换{\displaystyle \psi \rightarrow \psi '=e^{iq\lambda /\hbar }\psi }，其中q是场电荷，i是单位伪标量，如上所示的狄拉克方程不变。
然而，方程中所有物理可观测量在更强的局部相对称下不变，即相移可在空间上任意变化。局部相移由标量函数{\displaystyle \Lambda ({\vec {x}})}给出，变换是
{\displaystyle \psi \rightarrow \psi '=e^{iq\Lambda /\hbar }\psi =\psi e^{iq\Lambda /\hbar },}
其中变换同{\displaystyle \psi }交换，这来自{\displaystyle e^{iq\Lambda /\hbar }}可分解为标量与伪标量部分，它们都与偶子代数的元素交换。
当在狄拉克方程中使用这种更强的对称时，时空导数{\displaystyle \nabla \psi }将由乘积法则与链式法则转化为
{\displaystyle \left(\nabla \psi +iq(\nabla \Lambda )\psi \right)e^{iq\Lambda /\hbar },}
由于变换后的倒数与原导数的形式不同（即有明确依赖于相的额外项），导数阻碍了方程的局部相不变性。
可以引入规范场{\displaystyle {\vec {A}}}解决这问题，它将被定义为消除局部相依赖性的变换。可定义规范场为在相同的任意相移{\displaystyle \Lambda ({\vec {x}})}下的变换{\displaystyle A\rightarrow A'=A+\nabla \Lambda }，这正是{\displaystyle q\mathbf {A} }相互作用项的来源。
起初，我们可能不清楚这个抽象的规范场代表了什么，因为它似乎只改变了波函数的相位，没有任何可观测效应。但将其引入研究后，就会发现{\displaystyle {\vec {A}}}只是电磁四维势，且常数q是场中给定粒子的电荷。于是，迫使狄拉克方程具有相不变性，使其可以描述电磁相互作用。
类似的规范场也存在于管理电弱相互作用与强相互作用的规范变换的STA中，使一些学者开始在此框架内重建标准模型。

## 广义相对论

### 广义相对论的新表述
剑桥大学的Lasenby、Doran、Gull提出了一种新的引力表述，称作规范理论引力（GTG），其中时空代数用于在闵氏空间上诱导曲率，同时在“任意平滑地将事件重映射到时空”（Lasenby等人）的情形下允许规范对称；再由非平凡推导，得到测地线方程
{\displaystyle {\frac {d}{d\tau }}R={\frac {1}{2}}(\Omega -\omega )R}
及协变导数
{\displaystyle D_{\tau }=\partial _{\tau }+{\frac {1}{2}}\omega ,}
其中{\displaystyle \omega }是与引力势相关的连接，{\displaystyle \Omega }是外部相互作用，如电磁场。
该理论在黑洞方面显示出一定前景，其史瓦西解形式不会在奇点崩溃；广义相对论的大多数结果都已在数学上重现，经典电磁学的相对论表述已经推广到量子力学与狄拉克方程。